# Jacques Reiß
Isaak (Rufname: Jacques) Anton Reiß (* 4. März 1807 in Frankfurt am Main; † 17. März 1887 ebenda) war ein Kaufmann, Bankier und Politiker der Freien Stadt Frankfurt.

## Leben
Reiß war der Sohn des jüdischen Seidenhändlers Israel Elias Reiß und dessen Ehefrau. Er war ursprünglich jüdischen Glaubens und erwarb 1831 das israelitische Bürgerrechts in Frankfurt am Main. 1842 wurde er Vorstandsmitglied und später Vorsitzender der Israelitischen Gemeinde in Frankfurt am Main. 1850 konvertierte zur evangelischen Konfession. Aus seiner Ehe mit Pauline Flersheim ging die Tochter Maria Auguste (Marie) (1835–1897) hervor, die 1853 den Arzt Friedrich Julius, gen. Fritz, Stiebel (* 1. Juli 1824 in Frankfurt am Main; † 3. Dezember 1902) heiratete.
Reiß besuchte die Schule in Frankfurt am Main und machte von 1823 bis 1826 eine kaufmännische Lehre im väterlichen Betrieb. Danach war er als Commis im In- und Ausland tätig. 1834 wurde er Teilhaber der Firma Gebrüder Reiß. Ab 1860 war er Alleininhaber der Firma und wandelte diese in ein Bankhaus um. Zwischen 1857 und 1887 Mitglied, später Verwaltungsratsvorsitzender der Frankfurter Bank. Er gehörte dem Aufsichtsrat der Feuerversicherungsgesellschaft Deutscher Phönix an.
Von 1859 bis 1866 war er Mitglied der Frankfurter Handelskammer. 1849 war er Mitglied im Bürgerverein und Gründungsmitglied des bis 1856 erscheinenden „Frankfurter Volksboten“. 1851 wurde er Vorstandsmitglied der Frankfurter Museumsgesellschaft. Daneben war er Mitglied und Vorsitzender zahlreicher Institutionen und Vereine in Kultur und Wirtschaft, unter anderem im „Institut zur Förderung der Sittlichkeit unter der dienenden Klasse“ und von 1862 bis 1887 Mitglied im Evangelischen Gemeindevorstand. 1858 förderte er mit einer Schenkung von 2000 Gulden die Erweiterung einer Entbindungsanstalt durch die Dr. Christ’sche Stiftung.
Von 1854 bis zum Ende der Freien Stadt Frankfurt 1866 war er Mitglied der Ständigen Bürgerrepräsentation der Freien Stadt Frankfurt. Zwischen 1850 und 1866 gehörte er dem Gesetzgebenden Körper der Freien Stadt Frankfurt an.
Zwischen 1864 und 1866 ließ er die Villa Schönbusch in Kronberg im Taunus als Sommerresidenz durch den Frankfurter Architekten Heinrich Burnitz erbauen. Auf sein Betreiben hin wurde die Cronberger Eisenbahngesellschaft zum Bau einer Bahnverbindung zwischen Rödelheim und Kronberg gegründet. Die Armenkasse des Ortes unterstützte er mit beträchtlichen Zuwendungen.
Er wurde zum Geheimen Kommerzienrat ernannt und im Jahr 1864 Ehrenbürger von Kronberg. Nach seinem Tod wurde seine Villa Schönbusch 1888 an Kaiserin Friedrich verkauft, die auf dem Gelände das Schloss Friedrichshof errichten ließ.